# 斯諾氏棒䲁
斯諾氏棒䲁（學名：Rhabdoblennius snowi），為輻鰭魚綱鳚形目䲁科棒䲁屬的一種，分布於太平洋所羅門群島至美屬薩摩亞海域，深度0至3公尺，本魚體延長，稍側扁，頭小，頭頂無冠膜，具有眼上鬚及鼻鬚，無頸鬚，唇平滑，上下顎具犬齒，背鰭硬棘12枚、背鰭軟條18-19枚、臀鰭硬棘2枚、臀鰭軟條19-21枚，體長可達7公分，棲息在沿海礁石平台湧浪區，雌魚產附著性卵，雄魚有護卵行為，幼魚為浮游性，生活習性不明。